# برداشت بی‌رویه آب‌های زیرزمینی

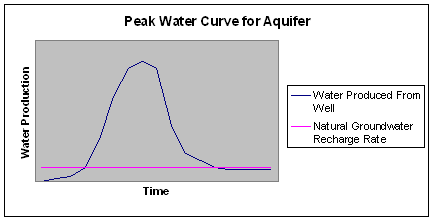
نمودار برداشت بی‌رویه آب‌های زیرزمینی

برداشت بی‌رویه یا برداشت بی‌رویه آب‌های زیرزمینی (به انگلیسی: Overdrafting) فرایند استخراج آب زیرزمینی فراتر از بازده تعادلی سفره آبخوان است. آب زیرزمینی آب شیرینی است که در زیر زمین یافت می‌شود. همچنین یکی از بزرگترین منابع است. کاهش آب زیرزمینی را می‌توان با «پول در بانک» مقایسه کرد، علت اصلی کاهش آب زیرزمینی پمپاژ یا برداشت بیش از حد آب زیرزمینی از سفره‌های زیرزمینی است.
تغذیه ناکافی آب‌های زیرزمینی منجر به تخلیه آبخوان و رکود سودمندی آنها برای انسان می‌شود. امری که می‌تواند آثار وخیم زیست‌محیطی مانند فشردگی خاک و فرونشست زمین، تغییرات آب و هوایی محلی، تغییرات شیمیایی خاک،... بر محیط اطراف آبخوان داشته باشد.
| کشور                | میلیون هکتار (۱ میلیون هکتار (۲٫۵ میلیون جریب فرنگی)) با آب‌های زیرزمینی آبیاری می‌شود |
| ------------------- | ------------------------------------------------------------------------------------ |
| هندوستان            | ۲۶٫۵                                                                                 |
| ایالات متحده آمریکا | ۱۰٫۸                                                                                 |
| چین                 | ۸٫۸                                                                                  |
| پاکستان             | ۴٫۹                                                                                  |
| ایران               | ۳٫۶                                                                                  |
| بنگلادش             | ۲٫۶                                                                                  |
| مکزیک               | ۱٫۷                                                                                  |
| عربستان سعودی       | ۱٫۵                                                                                  |
| ایتالیا             | ۰٫۹                                                                                  |
| ترکیه               | ۰٫۷                                                                                  |
| سوریه               | ۰٫۶                                                                                  |
| برزیل               | ۰٫۵                                                                                  |